# Башкирская хореография

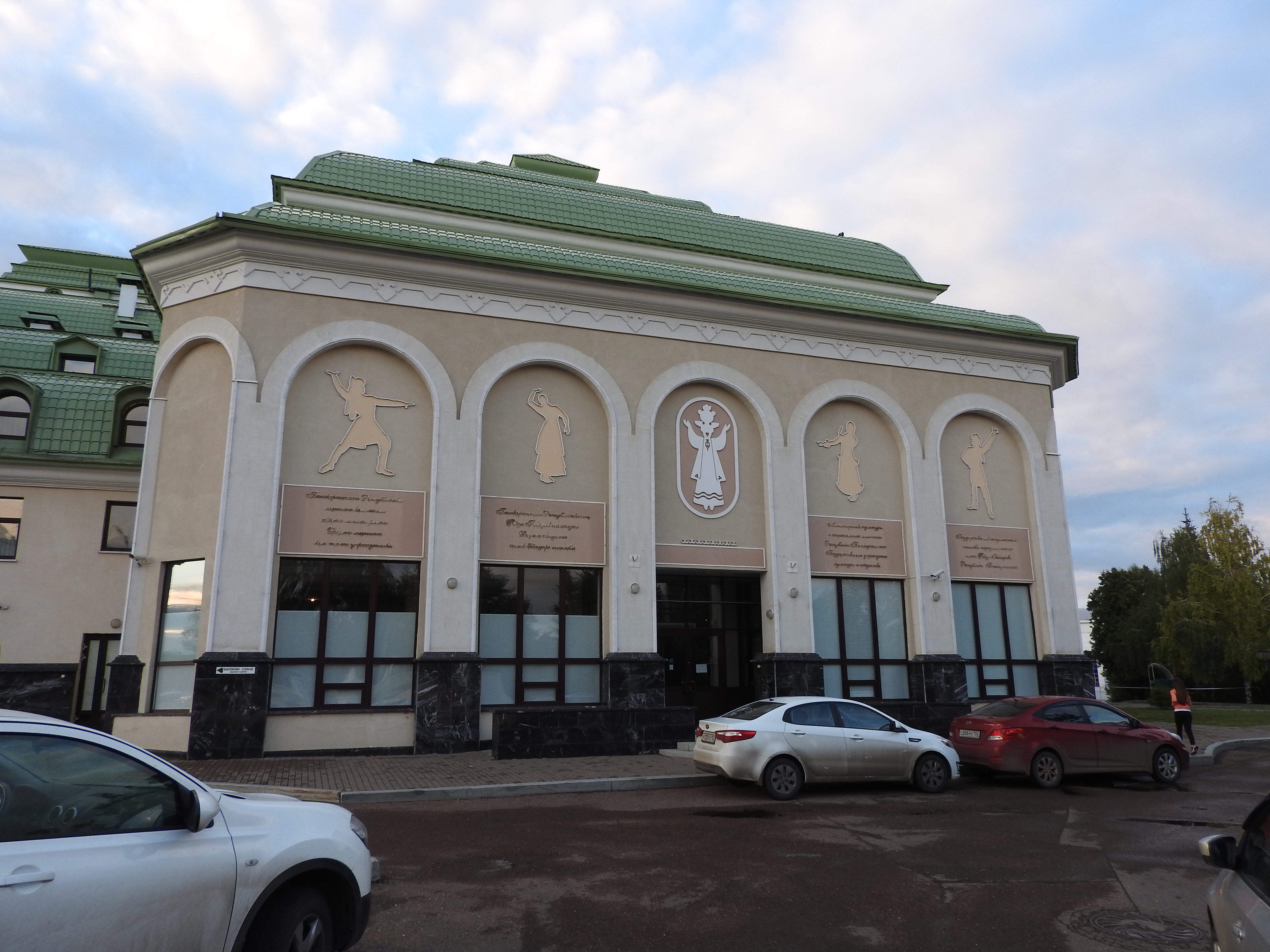
Здание ансамбля имени Файзи Гаскарова (Уфа)

Башкирская хореография — искусство танца башкир.

## Народная хореография
Хореография относится к древнейшему виду искусства. Потребность в танце возникла у башкир в связи с проведением свадебных ритуалов (танцы невест, танец свекрови, танец «Сыбыртҡылау» ), потребностями в проведении праздников, соперничеством (танец «Ҡапма-ҡаршы»), с тотемическим культом птиц (танцы «Кәкүк» — «Кукушка», «Ҡара тауыҡ» — «Черная курица», «Аҡҡош» — «Лебедь», «Ҡор уйыны» — «Глухариная игра»), с желанием вызвать хороший урожай, охотничьими и военными танцами, ведущими к успеху.
Башкирские танцы сопровождаются различными атрибутами (плеть, платками, веревками, шаль, украшением деревьев лоскутками, народными костюмами). Разнообразные одежды и такие атрибуты как платки, полотенца были символами благополучия, плодородия.
Башкирские танцы сопровождаются башкирскими национальными мелодиями. Особенности башкирских мелодий: две четырехтактные фразы с повторениями, музыкальный размер — 2/4. Основными являются мелодии квадратной мелодической и метроритмической структуры. Мелодии обычно исполняются на курае,кубызе, думбыре, голосом.
В XX веке, в связи с переходом башкир к вере в марксистско-ленинскую теорию, а в XXI веке в капитализм — многие танцы и пляски утратили связь с древними верованиями и исполнялись в основном во время праздников.

### Особенности башкирской хореографии
- Разграничение танцев на мужские[1] (охотничьи, военные, пастушеские танцы) и женские — обусловлено существованием в народе мужских и женских праздников. Мужской танец более динамичен, движения отличаются силой и чёткостью. Чаще всего он состоит из движений, свойственных джигиту, лихому всаднику, ловкому охотнику, отважному воину. В элементы мужских танцев вводились движения, имитирующие бег, скачки, галоп, иноходь, пришпоривание коней, проводились инсценировки охоты или боев с большим количеством участников. Вводились в движения элементы владения оружием башкирского воина: луком со стрелами, мечом и саблей.
- Отражение в хореографии особенностей хозяйственной жизни башкир[2], охотничьи, пастушеские, военные танцы (Перовский [3][4]). Танцоры изображали коней, преследуемых животных, птиц. Они подражали полету птиц, их плавным размахам крыльев. Это танцы «Байыҡ»[5], «Ҡара юрға» — «Вороной иноходец», «Аҡhаҡ ҡола» — «Хромой конь». Мужчины пели и плясали по окончании таких совместных работ, как строительство дома, уборка урожая, сенокос и др. Мужские танцы исполнялись коллективно и сольно.
- Кроме обычных массовых танцев башкирская хореография имеет специфический женский и мужской танец, связанный с процессом труда. В обрядовых трудовых праздниках, которые сохранились до наших дней («Йөн иләү» - «Прядение шерсти», «Кейеҙ баҫыу» - «Выделка войлока», «Киндер hуғыу» - «Изготовление холста», «Ҡаҙ өмәhе» - «Праздник гуся»), пляски исполнялись женщинами.

Танцы, в которых участвовали только женщины, проходили в прежние времена там, где их никто не видел. В летнее время— это вершины холмов и гор, зимой девушки приглашались на посиделки, и исполняли сольные танцы, показывая каждая свое мастерство.
Взрослые женщины собирались очень редко и под тихий аккомпанемент кубыза и курая плясали очень сдержанно.
Каждое движение в башкирском женском танце выражало определенный вид работы: прядение, приготовление пищи (айрана, кумыса, тукмаса).
История хореографии башкир имеет свою географию. Охотничьи, воинственные обрядовые танцы характерны для восточных башкир, игровые и бытовые танцы - для западных. Северо-восточные и зауральские башкиры имеют общие черты, такие, как чередование бесшумных, легких и плавных движений с сильными дробями, с неподвижным корпусом (основное движение - "переменный ход", удары пятками).
- Отражение в танцах древних верований башкир — танцы в честь птиц, в честь пробуждающейся природы, шаманские танцы («Танцы по кругу»), отпугивающие болезни, знахарские обряды. В элементы танца вводились громкие постукивания о металлические предметы, удары плетьми и др.
- Танцы по поводу сбора дикорастущих трав — дикого лука, кислицы. Сбором дикорастущих трав («Йыуа йыйыны») у башкир занимались девушки. Сбор сопровождался различными увеселениями с плясками и хороводами, к которым постепенно присоединялись и юноши.
- Хороводы на празднике «йыйын», на котором по древним обычаям знакомились местные юноши и девушки с приезжей молодежью.

Хороводы на празднике были грандиозными и делились на типы, в зависимости от того, кто находится в центре: танцует одна исполнительница (или исполнитель), танцует пара, в центре хоровода играет кураист или танцуют трое исполнителей, три девушки не танцуют, а сидят в центре, остальные ходят змейкой вокруг них, поочерёдно меняются танцоры внутри круга.
- Свадебные пляски («Аҙаҡҡы уйын» — «Последние игры», «Оҙатыу уйыны» — «Прощальные игры», «Йыуаса» — «Свадебный гостинец», «Ҡороҡлау» — «Накинуть лассо», «Киленсәк» — «Невестка», «Һыу юлы» — «Дорога к воде», «Сыбыртҡылау», «Айыу туны»).
- Юмористические танцы («Три брата» («Өс туған»)[6], «Сыновья Тимербая» («Тимербайҙын улдары»), «Подарок» («Бүләк»), «Проказницы» («Шаян ҡыҙҙар»)).

## Профессиональная хореография
Развитие профессиональной хореографии связано с деятельностью Ф. А. Гаскарова в Башкирском государственном ансамбле народного танца с 30‑х годов 20 века. Им были проведены первые исследования, систематизация, обработка исторических форм башкирского танца, возрождены элементы народного танца на профессиональной сцене. Его постановки стали основой репертуара ансамбля народного танца. Он поставил танцы “Башҡорт егеттәре бейеүе” (“Танец башкирских егетов”), “Бишбармаҡ” (“Бишбармак”), “Гульназира”, “Дуҫлыҡ” (“Дружба”), “Зарифа”, “Муглифа”, “Уйын” (“Игра”), а также танец, который практически стал визитной карточкой Башкирии "Семь девушек".
Одной из лучших исполнительниц башкирских народных танцев была солистка балета Башкирского государственного театра оперы и балета Тамара Шагитовна Худайбердина. В фильме-балете «Журавлиная песнь» (1959) она исполняет башкирский народный танец.
В 60‑е годы в БАССР развиваются бальные, эстрадные танцы, в 70‑е и 80‑е годы — башкирские народные сценические танцы. В репертуаре народных ансамблей танцы ставят Г. В. Анищенко, Я. З. Бикбердина, Р. Ф. Габитов, Гаскарова, Х. Ф. Мустаева, Л. И. Нагаевой, Р. Ж. Низаметдинова, В. Г. Степанова, И. Х. Хабирова и др.
Интерес к башкирскому танцу обусловил создание профессионального ансамбля танца “Мирас”, Театра танца, танцевальных коллективов Стерлитамакской филармонии (1996), Нефтекамской филармонии, Сибайской филармонии (1998).

## Выдающиеся исполнители
- Гаскаров, Файзи Адгамович — первый профессиональный башкирский танцовщик, художественный руководитель Башкирского ансамбля народного танца, описал особенности народных башкирских танцев[7].
- Зубайдуллин, Хисбулла Гумерович (28 октября 1929, Нижнеарметово, Стерлитамакский кантон (сейчас Ишимбайский район), Башкортостан — 31 декабря 2001, Уфа) — башкирский танцовщик, балетмейстер, педагог. Народный артист БАССР (1969).
- Магазова, Хазина Нурмухаметовна — башкирская танцовщица, народная артистка Башкирской АССР. Заслуженный работник культуры РСФСР.
- Нагаева, Лидия Исламовна[8] - башкирская танцовщица, этнохореограф, педагог, кандидат исторических наук (1978); в 1960-1972 гг. работала в Башкирском государственном ансамбле народного танца; с 1975 по 1992 гг. - научный сотрудником отдела этнографии ИИЯЛ БФ АН СССР; одна из ярких исполнительниц шутливых и лирических танцев.
- Гареева, Фая Сахиповна (31 августа, 1931, Староянтузово, Дюртюлинский район, Башкирская АССР— 10 сентября, 2001 год, Уфа) — башкирская танцовщица, хореограф. Солистка Башкирского государственного ансамбля народного танца. Заслуженный работник культуры РСФСР(1981). Заслуженный работник культуры Башкирской АССР (1977). Лауреат Всемирного фестиваля молодёжи и студентов в Вене (1959).
- Туйсина, Рашида Гильмитдиновна (10 мая 1942, Чингизово, Башкирская АССР) — башкирская танцовщица. Заслуженная артистка России, народная артистка Республики Башкортостан, лауреат премий имени Салавата Юлаева (1973) и Г. Саляма (1968).
- Варламова, Екатерина Николаевна (17 августа, 1928, Ленинград) — советская, российская танцовщица, хореограф. Солистка Башкирского государственного ансамбля народного танца (1947—1951, 1955—1970), Художественный руководитель ансамбля народного танца «Ирандек» Башкирского государственного университета (1971—1991). Заслуженный работник культуры РСФСР (1979), заслуженная артистка Башкирской АССР (1963).
- Идрисов, Мухамет Рамазанович (18 февраля 1920 — 4 февраля 2012) — советский башкирский танцовщик. Заслуженный артист РСФСР (1955). Награждён орденом «Знак Почёта» (1949), государственным орденом 2-й степени (1967, Камбоджа). Лауреат четвертого Всемирного фестиваля молодёжи и студентов (золотая медаль, 1953, Бухарест), лауреат Всесоюзного конкурса артистов эстрады (Москва, 1960).

## Профессиональные коллективы
- Государственный академический ансамбль народного танца им. Файзи Гаскарова (1939 г.).
- Театр танца, г. Стерлитамак (1991 г.).
- Фольклорный ансамбль песни и танца «МИРАС», г. Уфа (1992 г.).
- Народный ансамбль танца "Агидель", г. Салават.
- Ансамбль танца "Тангаур", г. Нефтекамск (1998 г.).

## Учебные заведения

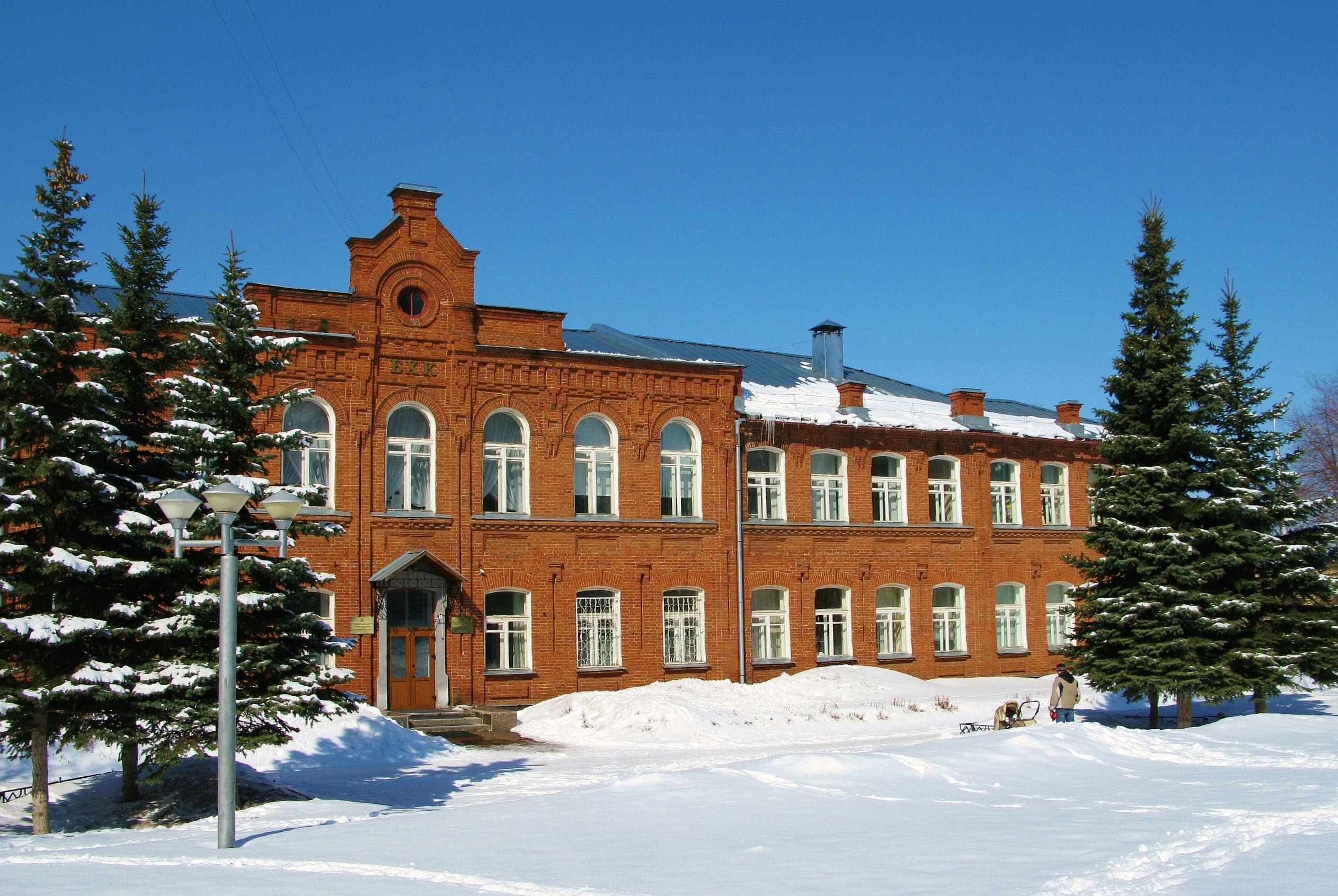
Башкирский хореографический колледж им. Р.Х. Нуреева

Профессиональных башкирских исполнителей, хореографов, музыкантов готовят на спецнаборах в высших учебных заведениях Москвы и Санкт-Петербурга. С 1934 года подготовка артистов для башкирского балета осуществлялась на национальном отделении Ленинградского хореографического училища, где обучались одарённые дети из республики (первый выпуск состоялся в 1941 году).
В 50—70‑е годы при Башкирском театре оперы и балета работала балетная студия (педагоги З. Н. Бахтиярова, В. Х. Пяри, Ф. Н. Ахметшин, М. С. Ямаева, Х. Г. Сафиуллин, Ф. М. Саттаров, М. А. Тагирова).
Подготовка специалистов в области хореографии с 2004 года осуществляется на отделении хореографии ВЭГУ, с 2007 года - Педагогическом университете Уфы. В 2008 году открыта секция хореографического искусства по специализации “педагогика балета” на театральном факультете Академии Искусств в Уфе.
- Старейшее учебное заведение, выпускающее профессиональных хореографов- Башкирский республиканский колледж культуры и искусства (бывшее Башкирское республиканское культпросветучилище), находящийся в городе Стерлитамаке.
- Башкирский хореографический колледж имени Р. Нуреева [9] (1985)

(классическое отделение и отделение народного танца).
- Учалинский колледж искусств и культуры им. С. Низаметдинова (хореографическое творчество).

При Государственном Академическом ансамбле народного танца им. Ф. Гаскарова в 2008 году была создана детская студия.

## Выдающиеся педагоги и хореографы
- Гаскаров, Файзи Адгамович (21 октября 1912 г. — 18 июня 1984 г., Уфа) — башкирский танцовщик, хореограф и балетмейстер. Заслуженный деятель искусств БАССР (1944) и РСФСР (1975), лауреат Республиканской премии имени Салавата Юлаева (1967). Создатель первой балетной труппы Башкирского театра оперы и балета (1938), Башкирского государственного ансамбля народного танца (1939).
- Зубайдуллин Айдар Хизбуллович (род. 9 февраля 1963 г., Уфа, Башкирская АССР) — танцовщик, балетмейстер. Народный артист Республики Башкортостан (1997).
- Габитов, Риф Фатихович (род. 5 декабря 1951 г., Азналкино, Башкирская АССР) — танцор, художественный руководитель Государственного ансамбля народного танца им. Ф. Гаскарова (2000—2004). Народный артист Республики Башкортостан, лауреат Государственной премии имени Салавата Юлаева.
- Сафиуллин Ралиф Хафизянович (род. 16 февраля 1959 г.) - преподаватель Башкирского республиканского колледжа культуры и искусства (бывшее Башкирское республиканское культпросветучилище), руководитель народного ансамбля танца "Акбузат", посвятивший свою педагогическую деятельность подготовке руководителей и артистов ансамблей народного танца республики. Заслуженный работник культуры Республики Башкортостан, лауреат премии имени Гали Ибрагимова.